# Réduction des méfaits
Pour un article plus général, voir Réduction des risques liés à la toxicomanie.
 (juillet 2012).
La réduction des méfaits est, au Canada-français et au Québec, une approche d’intervention qui veut atténuer les répercussions négatives associées à une dépendance aux drogues, à l’alcool et à toutes autres substances dommageables. Le vocable réduction des méfaits apparaîtrait selon certaines sources, (MSSS- Gouv du Québec), comme une traduction plus fidèle de l’esprit du terme de base : harm reduction, consacré dans le monde anglo-saxon, d’où origine l’approche.
La stratégie nommée la réduction des méfaits, comme la réduction des risques, mieux connue en France et en Europe francophone, a fait son apparition au début des années 1980. Elle apparaît d'abord aux Pays-Bas puis en Grande-Bretagne. Cette stratégie favorise une prise en charge individuelle et collective, et c'est une alternative possible à d'autres optiques orientées sur la dissuasion, la répression et l'arrêt obligatoire. Cette logique permet souvent d'établir un lien de confiance avec certains consommateurs récalcitrants. Des liens de confiance qui peuvent parfois faire toute la différence.

## Éléments de stratégie d'intervention

### La dépendance est une réalité universelle
Force est de reconnaître que la dépendance est une réalité universelle avec laquelle nous devons souvent tous composer, un jour ou l'autre dans notre vie. Aussi, la réduction des méfaits se veut un dosage approprié entre pragmatisme et humanisme. Le pragmatisme, invitant à ne pas trop viser et espérer, à court terme, une abstinence totale chez un consommateur. L'humanisme, centrant, dans l'immédiat, le soutien sur la qualité de vie du consommateur plutôt que sur les aspects de sa consommation. Les timbres de nicotine et la méthadone sont des exemples concrets de réduction des méfaits liés à des dépendances.

### Informer, sensibiliser, responsabiliser plutôt que sanctionner, punir ou exclure
Les mots d'ordre de la réduction des méfaits est d'informer, de sensibiliser, de responsabiliser plutôt que de sanctionner, punir ou exclure. L'idée de base préconise la réflexion. Une réflexion sur la réalité des méfaits et les conséquences sur sa personne ainsi que sur son entourage et la communauté. La réduction des méfaits veut éviter à l'individu l'aggravation de ses problèmes affectifs, sociaux et/ou économiques. Elle veut atténuer les conséquences négatives dues à sa consommation, cependant elle ne donne aucune absolution à la dite consommation.

### Réduction des méfaits: établir
La documentation suggère que l'approche vise à donner des outils de changements sans juger des choix de ceux qui les reçoivent. Établir des liens de confiance. Puis, lorsque ce lien de confiance est établi, profiter de cette occasion pour inviter l'individu à chercher des solutions plus complètes à ses problèmes.

### Réduction des méfaits: vis-à-vis de la société
On peut estimer que réduire les méfaits vis-à-vis de la société est une forme de réadaptation partielle. Ne plus consommer en compagnie d'un parent, d'un conjoint, d'un partenaire abstinent que cela dérangeait prouve une certaine réadaptation sociale (respect des normes, politesse, empathie, etc.) qui n'est pas à négliger.

### Réduction des méfaits: poser des objectifs réalistes
Les tentatives axées sur la réduction des méfaits veulent offrir toute une gamme d'objectifs que l'on peut qualifier de réalistes. Pour certains, ce but sera tout simplement d'apprendre à consommer de façon sécuritaire; pour d'autres, ce sera de modifier graduellement un comportement.

## Stratégie d'intervention de plus en plus répandue
Cette stratégie d’intervention est de plus en plus répandue ; on la retrouve dans la société espagnole : Reducción del daño, dans la société portugaise : Redução de danos, dans les sociétés anglo-saxonnes : Harm reduction, chez les Italiens : Riduzione del danno. Pour les Allemands : Schadensminimierung et les Néerlandais : Drugsbeleid in Nederland.

## Prix Rolleston
Chaque année, la « International Harm Reduction Association » décerne un certain nombre de récompenses lors de sa conférence internationale en vue de reconnaître les contributions exceptionnelles de groupes ou d’individus sur le terrain.
Ainsi ont été créés les prix Rolleston, désignés du nom de Sir Humphry Rolleston (en), président du Royal College of Physicians au Royaume-Uni entre 1920 et 1925 et du Comité Rolleston formé par le Ministère de la santé en 1924 pour « examiner et conseiller sur les circonstances, le cas échéant, dans lesquelles la prescription de morphine et d'héroïne (y compris les préparations contenant de la morphine et de l'héroïne) à des personnes souffrant de dépendance à ces médicaments peut être considérée comme médicalement recommandée, et sur les précautions qu'il est souhaitable que les médecins qui prescrivent de la morphine ou de l'héroïne devraient adopter pour prévenir les abus et de suggérer des mesures administratives qui semblent opportunes pour assurer le respect de ces précautions. »

En 1926, ce comité a conclu que « la prescription d'héroïne ou de morphine peut être considéré comme un traitement médical légitime 
- pour ceux pour lesquels l'arrêt brusque provoque des symptômes graves qui ne peuvent être traités de manière satisfaisante dans la pratique normale ;
- pour ceux qui sont en mesure de mener une vie utile et à peu près normale (« useful and fairly normal life ») tant qu'ils prennent une petite quantité de drogue et ceci sans l’augmenter, mais qui cesseraient de mener une telle vie si on leur retirait leur traitement.

Cette décision représente une approche ouverte, pragmatique et humaine aux problèmes de drogue, et a été un événement marquant dans l'histoire de la réduction des risques. »,

### Prix Rolleston international
Ce prix a été créé lors de la 3e conférence internationale sur la réduction des risques liés aux drogues à Melbourne en 1992. Chaque année, il est remis à une personne qui a apporté une contribution exceptionnelle à la réduction des risques liés aux substances psychoactives au niveau international.

### Prix Rolleston national
Ce prix a été créé lors de la 3e conférence internationale sur la réduction des risques liés aux drogues à Melbourne en 1992. Chaque année, il est remis à une personne ou une organisation pour leurs contributions exceptionnelles à la réduction des risques liés aux substances psychoactives, au niveau national dans le pays qui accueille la conférence.
| - 1992 : Les Drew (Australie) - 1993 : Wijnand Mulder (Pays-Bas) - 1994 : Catherine Hankins (en) (Canada) - 1995 : Unité de rue de San Giuliano (Italie) - 1996 : The Australian IV League (Australie) - 1997 : Alain Mucchielli (en) (France), - 1998 : Tarcisio Andrade (Brésil) - 1999 : André Seidenberg (de) (Suisse) - 2000 : Michael Wavell (Jersey) - 2001 : Jimmy Dorabjee (Inde) - 2002 : Tatja Kostnapfel-Rihtar (Slovénie) - 2003 : Mae Chan District (en) Project (Thaïlande) - 2004 : Anthony Trimingham (en) (Australie) | - 2005 : Des Flannagan (Irlande du Nord) - 2006 : The Drug User Advisory Group (Canada) - 2007 : Marek Zygadlo (Pologne) - 2008 : Àmbit Prevenció (Espagne) - 2009 : Thai Drug Users’ Network (TDN) Founders (Thaïlande) - 2010 : Russell Newcombe (Royaume-Uni) - 2011 : Elie Aaraj (Liban) - 2015 : Malaysian AIDS Council (en) (Malaisie) - 2017 : Vancouver Area Network of Drug Users (en) (Canada) - 2019 : Consumidores Associados Sobrevivem Organizados (CASO) (Portugal), - 2023 : Gaby Bruning (Australie) |

## Réduction des méfaits au Canada
- Comité permanent de la lutte à la toxicomanie[1]
- Le Cadre national d'action pour réduire les méfaits liés à l'alcool et aux autres drogues et substances au Canada[46].
- Le Centre de toxicomanie et de santé mentale (CAMH) est le plus grand organisme de santé mentale et de toxicomanie au Canada ; il est affilié à part entière à l'Université de Toronto[47]
- The Toronto Drug Strategy is a comprehensive strategy for the City of Toronto based on four components: prevention, harm reduction, treatment, and enforcement[48]
- Vancouver's Four Pillars website, where you'll find up-to-date information about the events, projects, initiatives, research and partnerships that make up Vancouver's Four Pillars Drug Strategy[49]
- Réduction des risques/méfaits | NEWS mondiales sur les dépendances, VIH/SIDA, prostitution, itinérance… EN|FR|ES|BR|IT|DE|RU|TR|NL[50]
- Drug policy should be based on science, not ideology[51]
- Autres[52]…